# Château de Varennes (Savennières)
Le château de Varennes est un château situé à Savennières, en France.

## Localisation
Le château est situé dans le département français de Maine-et-Loire, sur la commune de Savennières.

## Historique
L'édifice est inscrit au titre des monuments historiques en 2012.